# Питагоров триъгълник
Питагоров триъгълник е правоъгълен триъгълник, на който дължините на страните са цели числа. Такъв е например триъгълникът с дължини на страните 3, 4 и 5 (наричан също египетски триъгълник):
3² + 4² = 5²
От Питагоровата теорема следва, че всички питагорови триъгълници съответстват на решенията в естествени числа на уравнението:

| {\displaystyle x^{2}+y^{2}=z^{2}} | \| \| \| \| \| \| \| \| | (1) |
|                                   |                         |     |
|                                   |                         |     |
Решенията на уравнението (1) се наричат питагорови тройки. Когато числата в питагорова тройка са взаимно прости, тя се нарича примитивна; например тройката 6,8,10 не е примитивна тъй като 2 е техен общ делител. За числа по малки от 100 има 16 примитивни питагорови тройки:
| (3, 4, 5)    | (5, 12, 13)  | (8, 15, 17)  | (7, 24, 25)  |
| (20, 21, 29) | (12, 35, 37) | (9, 40, 41)  | (28, 45, 53) |
| (11, 60, 61) | (16, 63, 65) | (33, 56, 65) | (48, 55, 73) |
| (13, 84, 85) | (36, 77, 85) | (39, 80, 89) | (65, 72, 97) |

## Общо решение
Нека {\displaystyle u} и {\displaystyle v} са взаимно прости естествени числа и {\displaystyle u>v}. Тогава числата:
{\displaystyle x=u^{2}-v^{2}}
{\displaystyle y=2uv}
{\displaystyle z=u^{2}+v^{2}}
са решение на уравнението (1) и всяко примитивно решение може да получи по гореописания начин.
Дължини на страните и хипотенузата в някои примитивни питагорови триъгълници:
- 5² + 12² = 13²
- 7² + 24² = 25²
- 8² + 15² = 17²
- 9² + 40² = 41²

Бергрен е показал, че всички примитивни питагорови тройки могат да бъдат получени от най-малката, (3, 4, 5), използвайки три линейни пробразувания T1, T2, T3:
|     | нова страна a | нова страна b | нова страна c |
| T1: | a − 2b + 2c   | 2a − b + 2c   | 2a − 2b + 3c  |
| T2: | a + 2b + 2c   | 2a + b + 2c   | 2a + 2b + 3c  |
| T3: | −a + 2b + 2c  | −2a + b + 2c  | −2a + 2b + 3c |

Така, започвайко с a = 3, b = 4, и c = 5, T1 задава новата тройка:
(3 − (2×4) + (2×5), (2×3) − 4 + (2×5), (2×3) − (2×4) + (3×5)) = (5, 12, 13),
и аналогичноT2 и T3 задават съответно (21, 20, 29) и (15, 8, 17).